# 후안 안토니오 피시
후안 안토니오 피시 토로하(스페인어: Juan Antonio Pizzi Torroja ˈxwan anˈtonjo ˈpisi[*] 이탈리아어:  ˈpittsi[*], 1968년 6월 7일 ~ )는 아르헨티나 출생 스페인의 전 축구 선수이자 현 축구 지도자로 현역 시절 스트라이커로 활약했으며 현재 쿠웨이트 축구 국가대표팀 감독직을 맡고 있다.

## 선수 시절

### 클럽
1968년 6월 7일 아르헨티나 산타페에서 태어나 1987년부터 1990년까지 고향팀인 로사리오 센트랄에서 활동하며 1989-90 시즌 아르헨티나 프리메라 디비시온 4위의 성적을 거두었다.
이후 1990년부터 2002년까지 데포르티보 톨루카, CD 테네리페, 발렌시아 CF, FC 바르셀로나, 리버 플레이트, FC 포르투, 비야레알 CF 등 멕시코, 스페인, 아르헨티나, 포르투갈 프로팀에서 활동했고 특히 CD 테네리페 소속으로 8시즌에 걸쳐 공식전 221경기 92골을 터뜨리며 1992-93 시즌과 1995-96 시즌 5위라는 카나리아 제도 연고 구단 역사상 라리가 역대 최고 성적에 기여했으며 1993-94년 UEFA 유로파리그에서도 16강 진출이라는 구단 역사상 UEFA 클럽 대항전 최고 성적에도 기여했다.
그리고 1994-95 시즌을 앞두고 테네리페에 복귀한 뒤 복귀 2년차에 접어든 1995-96 시즌 라리가에서 41경기 31골로 라리가 득점왕을 차지하며 3년만의 UEFA 클럽 대항전 진출을 이끌었고 코파 델 레이 1995-96 시즌에서도 5골을 터뜨려 팀의 8강 진출을 도왔다.
이후 FC 바르셀로나로 이적하여 비록 호나우두, 소니 안데르송, 루이스 엔리케와의 주전 경쟁에서 밀려 2시즌동안 한번도 바르셀로나의 부동의 주전 자리를 굳히지는 못했지만 공식전에서 18골을 터뜨리며 캄 노우의 골수 지지자들의 지지를 이끌었고 아울러 바르셀로나 소속으로 수페르코파 데 에스파냐 1996 우승, 라리가 1996-97 준우승, 코파 델 레이 2연패(1996-97, 1997-98), 1996-97년 UEFA 컵위너스컵 우승, 1997년 UEFA 슈퍼컵 우승, 라리가 1997-98 우승에도 크게 일조했다.

### 국가대표팀
아르헨티나 출생임에도 불구하고 1994년 11월 30일 핀란드와의 친선 경기에서 스페인 국가대표팀 소속으로 국제 A매치 데뷔전을 치른 뒤 이듬해인 1995년 1월 18일 우루과이와의 친선 경기에서 A매치 데뷔골을 신고했고 같은 해 9월 20일 자신의 모국인 아르헨티나와의 친선 경기에도 출전하여 스페인의 2-1 승리에 일조했다.
그 후 UEFA 유로 1996과 1998년 FIFA 월드컵에 출전하여 UEFA 유로 1996에서는 잉글랜드와의 8강전 승부차기에서 패하면서 4강 진출 실패의 고배를 마셨고 2년 후 열린 1998년 FIFA 월드컵에서는 0-0으로 끝난 파라과이와의 D조 조별리그 2차전에서 페르난도 모리엔테스와 교체될 때까지 선발을 소화했지만 팀의 20년만의 월드컵 조별리그 탈락을 막지 못했으며 이후 A매치 통산 22경기 8골의 기록을 남기고 국가대표팀 유니폼을 반납했다.

## 국가대표팀 득점 기록
| #  | 날짜             | 경기장                                                   | 상대       | 점수 | 결과 | 대회                      |
| -- | ---------------- | -------------------------------------------------------- | ---------- | ---- | ---- | ------------------------- |
| 1. | 1995년 1월 18일  | 리아소르, 아 코루냐, 스페인                              | 우루과이   | 1–0  | 2–2  | 친선경기                  |
| 2. | 1995년 9월 6일   | 로스 카르메네스, 그라나다, 스페인                        | 키프로스   | 3–0  | 6–0  | UEFA 유로 1996 예선전     |
| 3. | 1995년 9월 6일   | 로스 카르메네스, 그라나다, 스페인                        | 키프로스   | 5–0  | 6–0  | UEFA 유로 1996 예선전     |
| 4. | 1995년 9월 20일  | 비센테 칼데론, 마드리드, 스페인                          | 아르헨티나 | 1–0  | 2–1  | 친선경기                  |
| 5. | 1996년 11월 13일 | 엘리오도로 로드리게스, 산타 크루스 데 테네리페, 스페인어 | 슬로바키아 | 1–0  | 4–1  | 1998년 FIFA 월드컵 예선전 |
| 6. | 1997년 11월 12일 | 리코 페레스, 알리칸테, 스페인                            | 몰타       | 4–0  | 4–0  | 1998년 FIFA 월드컵 예선전 |
| 7. | 1998년 6월 3일   | 엘 사르디네로, 산탄데르, 스페인                          | 북아일랜드 | 1–0  | 4–1  | 친선경기                  |
| 8. | 1998년 6월 3일   | 엘 사르디네로, 산탄데르, 스페인                          | 북아일랜드 | 2–0  | 4–1  | 친선경기                  |

## 감독 경력
거의 34의 나이에 은퇴한 피시는 바르셀로나 지역에서 폴로를 하다가 감독일을 시작하게 되었다. 그는 호세 델 솔라르와 협력하여 아르헨티나 프리메라 디비시온의 콜론을 2005년 클라우수라부터 지휘하기 시작하였지만, 처음 3경기에 패하자마자 경질당했다.
2006년 4월 13일, 피시는 페루 1부 리그의 우니베르시다드 산 마르틴의 감독이 되었다. 그는 5년 후에 본래 모국으로 돌아가, 로사리오 센트랄의 감독이 되었고, 이후 산 로렌소의 감독을 맡아 2013-14 시즌 전반기 리그 우승을 거두기도 했다.
2013년 12월 26일, 피시는 감독으로서 20년 만에 발렌시아로 돌아오게 되었다. 그가 지휘한 첫 경기는 1월 4일자 레반테와의 더비전으로 2-0으로 승리했다.

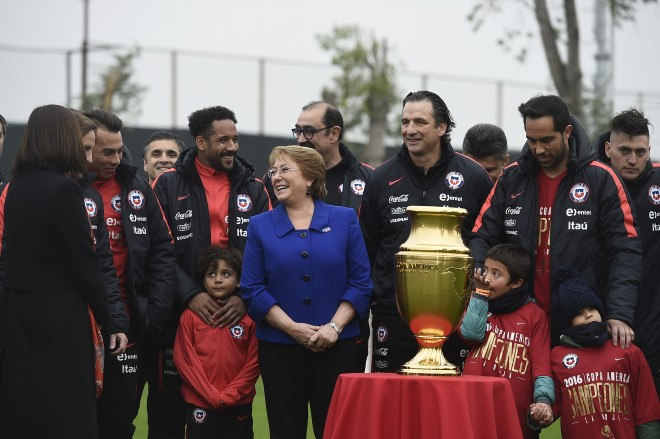
코파 아메리카 센테나리오를 우승한 피시와 칠레 선수단을 맞이하는 미첼 바첼레트 대통령

2014년 7월 2일, 피시는 피터 림이 새 구단주로 취임하면서 해임되었다. 발렌시아는 이 시즌에 리그 8위를 차지하면서 16년 만에 유럽대항전 진출에 실패하였다.
2016년 1월 29일, 리가 MX의 레온 감독을 맡은 피시는 호르헤 삼파올리를 대신해 칠레 국가대표팀의 감독이 되었다. 그는 미국에서 열린 코파 아메리카 센테나리오에서 칠레를 우승으로 이끌었는데, 이 과정에서 멕시코를 8강에서 무려 7-0의 점수로 대파하였고, 아르헨티나와의 결승전에서는 승부차기 끝에 신승을 거두었다.
피시는 2017년 FIFA 컨페더레이션스컵에서도 칠레를 결승전까지 이끌었지만, 독일에 0-1로 석패하여 준우승에 만족해야 했다. 하지만, FIFA 월드컵 남아메리카 지역 예선 최종전을 앞두고 3위였던 칠레는 브라질과의 원정 경기에서 0-3으로 패해 순위가 6위로 추락하면서 이듬해 FIFA 월드컵 본선행에 실패하게 되었고, 피시는 그 여파로 사임했다.
2017년 11월 28일, 피시는 사우디아라비아 국가대표팀 감독을 맡으면서 1년도 안 되는 기간에 3번째로 많은 선수단을 지휘한 감독이 되었다. 사우디아라비아의 2018년 FIFA 월드컵 도전은 3경기만에 1승 2패로 끝났다. 2019년 1월 21일, AFC 아시안컵 16강에서 탈락하고 사우디아라비아 축구 연맹의 계약 연장 제의가 오지 않으면서, 그는 사표를 제출하였다.

## 감독 통계
2019년 1월 21일 기준
| 구단                     | 취임             | 해임             | 기록 | 기록 | 기록 | 기록 | 기록 | 기록 | 기록 | 기록  |
| 구단                     | 취임             | 해임             | 전   | 승   | 무   | 패   | 득   | 실   | 차   | 율 %  |
| ------------------------ | ---------------- | ---------------- | ---- | ---- | ---- | ---- | ---- | ---- | ---- | ----- |
| 콜론                     | 2005년 2월 5일   | 2005년 2월 26일  | 3    | 0    | 0    | 3    | 3    | 8    | -5   | 0.00  |
| 우니베르시다드 산 마르틴 | 2006년 4월 18일  | 2006년 11월 27일 | 33   | 13   | 8    | 12   | 36   | 38   | -2   | 39.39 |
| 산티아고 모닝            | 2009년 7월 1일   | 2010년 6월 24일  | 39   | 13   | 8    | 18   | 53   | 70   | -17  | 33.33 |
| 우니베르시다드 카톨리카  | 2010년 7월 8일   | 2011년 6월 30일  | 53   | 35   | 10   | 8    | 110  | 63   | +47  | 66.04 |
| 로사리오 센트랄          | 2011년 7월 1일   | 2012년 7월 5일   | 44   | 22   | 13   | 9    | 54   | 36   | +18  | 50.00 |
| 산 로렌소                | 2012년 10월 9일  | 2013년 12월 26일 | 49   | 21   | 19   | 9    | 69   | 43   | +26  | 42.86 |
| 발렌시아                 | 2013년 12월 26일 | 2014년 7월 2일   | 31   | 12   | 10   | 9    | 43   | 33   | +10  | 38.71 |
| 레온                     | 2014년 12월 4일  | 2016년 1월 29일  | 50   | 25   | 6    | 19   | 96   | 85   | +11  | 50.00 |
| 칠레                     | 2016년 1월 29일  | 2017년 10월 10일 | 29   | 11   | 6    | 12   | 43   | 35   | +8   | 37.93 |
| 사우디아라비아           | 2017년 11월 28일 | 2019년 1월 21일  | 22   | 7    | 5    | 10   | 24   | 32   | -8   | 31.82 |
| 경력 합계                | 경력 합계        | 경력 합계        | 353  | 159  | 85   | 109  | 531  | 443  | +88  | 45.04 |

## 수상

### 선수

#### 클럽
바르셀로나
- 라리가: 1997–98
- 코파 델 레이: 1996–97,[25] 1997–98[26]
- 수페르코파 데 에스파냐: 1996[27]
- UEFA 컵위너스컵: 1996–97[28]
- UEFA 슈퍼컵: 1997[29]

포르투
- 타사 드 포르투갈: 2000–01[30]

#### 개인
- 피치치: 1995–96[5]

### 감독

#### 클럽
우니베르시다드 카톨리카
- 칠레 프리메라 디비시온: 2010

산 로렌소
- 아르헨티나 프리메라 디비시온: 2013-14 전반기

#### 국가대표팀
칠레
- 코파 아메리카: 2016[19]

#### 개인
- 라리가 이달의 감독상: 2014년 2월

## 같이 보기
- 해외 출신 스페인 축구 국가대표팀 선수 목록